# The Voice of La Raza
The Voice of La Raza è un film documentario del 1972 scritto, prodotto e diretto da William Greaves.

## Trama
Il documentario tratta dei tentativi di integrazione e di conseguimento dell'uguaglianza politico-sociale da parte della minoranza di lingua spagnola residente negli Stati Uniti, mettendo in evidenza le tristi realtà e le condizioni in cui molti ispanoamericani sono costretti a vivere. L'attore Anthony Quinn testimonia le fatiche della sua famiglia, di origine messicana, come immigrata a Los Angeles in cerca di fortuna.